# Port lotniczy Oakland
Port lotniczy Oakland San Francisco Bay (IATA: OAK, ICAO: KOAK) – port lotniczy położony 7,4 km na południe od centrum Oakland, w stanie Kalifornia, w Stanach Zjednoczonych. Jest jednym z trzech międzynarodowych portów lotniczych obsługujących San Francisco Bay Area.

## Linie lotnicze i połączenia

### Terminal 1
- Alaska Airlines (Seattle/Tacoma)
- Allegiant Air (Bellingham, Eugene [od 8 czerwca])
- Delta Air Lines (Salt Lake City) [sezonowo]
  - Delta Connection obsługiwane przez SkyWest Airlines (Salt Lake City)
- Hawaiian Airlines (Honolulu)
- Horizon Air (Portland (OR), Sun Valley [sezonowo])
- JetBlue Airways (Boston, Long Beach, Nowy Jork-JFK, Waszyngton-Dulles)
- Mexicana (Guadalajara, León [sezonowo], Zacatecas [sezonowo])
- Norwegian Air Shuttle (Barcelona, Paris–Charles de Gaulle, Copenhagen, Oslo–Gardermoen, Rome–Fiumicino, Stockholm–Arlanda)
- SATA International (Hamilton, Terceira [sezonowo])
- United Airlines (Denver)
- US Airways (Phoenix)
  - US Airways Express obsługiwane przez Mesa Airlines (Phoenix)
- Volaris (Meksyk/Toluca, Guadalajara [od 2 lipca])

### Terminal 2
- Southwest Airlines (Albuquerque, Austin, Boise, Burbank, Chicago-Midway, Denver, Houston-Hobby, Kansas City, Las Vegas, Los Angeles, Nashville [sezonowo; od 9 maja], Ontario (CA), Orange County, Phoenix, Portland (OR), Reno/Tahoe, Salt Lake City, San Diego, Seattle/Tacoma, Spokane)